# Jazz Tour
Jazz Tour bylo koncertní turné britské rockové skupiny Queen k albu Jazz. Koncerty v rámci tohoto turné probíhaly v letech 1978–1979. Část evropské části byla nahrána pro první koncertní album skupiny s názvem Live Killers vydané v roce 1979. Turné bylo zahájeno ve stejném měsíci, jako závěrečné nahrávání alba Jazz.

## Setlist
Toto je obvyklý setlist, seznam písní, které Queen hráli na koncertech v rámci turné. Tento seznam nemusí platit pro všechny koncerty:
1. „We Will Rock You“
2. „Let Me Entertain You“
3. „Somebody to Love“
4. „If You Can't Beat Them“
5. „Death on Two Legs“
6. „Killer Queen“
7. „Bicycle Race“
8. „I'm in Love with My Car“
9. „Get Down, Make Love“
10. „You're My Best Friend“
11. „Now I'm Here“
12. „Spread Your Wings“
13. „Dreamer's Ball“
14. „Love of My Life“
15. „'39“
16. „It's Late“
17. „Brighton Rock“
18. „Fat Bottomed Girls“
19. „Keep Yourself Alive“
20. „Bohemian Rhapsody“
21. „Tie Your Mother Down“
Přídavek
22. „Sheer Heart Attack“
Přídavek
23. „We Will Rock You“
24. „We Are The Champions“
25. „God Save The Queen“

## Složení kapely
- Freddie Mercury – hlavní zpěv, klavír
- Brian May – kytara, doprovodné vokály, klavír
- Roger Taylor – bicí, hlavní zpěv, doprovodné vokály
- John Deacon – basová kytara, doprovodné vokály